# Sistiana
Sistiana (Sesljan in sloveno) è una frazione del comune sparso di Duino-Aurisina, facente parte dell'ex provincia di Trieste. Si sviluppa sulla direttrice nord-ovest/sud-est, lungo la Strada statale 14 della Venezia Giulia, a circa 70 m sul livello del mare. Importante snodo stradale per la provincia, è anche attrezzato centro turistico.

## Geografia fisica

### Territorio
Il centro abitato può essere suddiviso in due zone ben distinte.
La zona a mare, denominata per l'appunto Sistiana Mare, caratterizzata dalla presenza di un'ampia baia attrezzata a porticciolo, è circondata da un fitto bosco. Questi, tenuto a fustaia, con vecchie introduzioni di specie più esotiche, è costituito, in prevalenza, a leccio. Sia all'interno della baia, che sul litorale esterno, sono presenti aree destinate alla balneazione.
La costa, verso Duino, è a falesia, sulla quale insiste una riserva naturale. Verso Trieste la costa, anch'essa alta e rocciosa, è stata modificata dalla presenza di una grossa cava, successivamente riadattata a insediamento turistico, con l'apertura di un secondo porticciolo. La zona litoranea viene chiusa dalla stretta spiaggia della Costa dei Barbari (Botaniek).
Nella zona a monte è presente il principale insediamento urbano, costruito sui primi contrafforti dell'altipiano del Carso, e si trova a un'altitudine di poco superiore ai 72 slm. Nei pressi del centro della località è presente una collina, il Colle di Sistiana (Sesljanski hrib), la cui altitudine supera i 100 slm. L'abitato è delimitato, verso il mare, da una fitta pineta, composta da pino nero, denominata Boršt. Un'altra ampia zona boschiva (Bosco Ivere o V Iverih), circonda il centro abitato, verso sud-est. Un'ampia pineta, Pineta Rilke o del Principe, infine, separa Sistiana da Duino.
Il terreno tende a salire gradatamente, sino verso la linea ferroviaria, che segna il confine con la località di Visogliano, ove viene superata l'altitudine di 120 slm.
L'ambiente è puntellato di diverse doline, talune anche di grosse dimensioni (coma la Dolina Legiša e Pipan o la dolina nei pressi del bivio per Sistiana Mare), e da innumerevoli grotte.

## Origini del nome
Il toponimo deriva dal latino Sixtilianum, predio della famiglia gentilizia Sextilius.
In un documento del 1139 compare la forma Sistigliano, ripresa in altri documenti fino al 1300. Agli inizi del 1400 appare invece la dizione Sistigliani, seguita infine da Sistiani.

## Storia

### Preistoria ed epoca romana
Le prime testimonianze di presenza umana risalgono al neolitico: ciò è desunto da dei ritrovamenti, effettuati in diverse grotte presenti nei dintorni della località.
Successiva è la presenza di alcuni castellieri, il più importante è posto sul ciglione, in alto, sopra la baia.
Secondo molti studiosi fu Sistiana ad ospitare il primo insediamento romano della provincia di Trieste. In essa vi sarebbe anche stato uno scontro armato, tra le truppe romane provenienti da Aquileia, e la popolazione autoctona degli Histri, nel 178 a.C.. Altri indicano, invece, come luogo probabile dello scontro, il Monte San Rocco, nei pressi della piana di Zaule.
Durante la dominazione romana la località accoglieva i patrizi tergestini che vi si recavano per la villeggiatura. Sono presenti i resti di una villa romana sita, nella baia, nel luogo denominato Braida, che reca indicazioni di ambienti termali e di un peristilio. Un'altra interessante costruzione è un edificio posto ai margini della località, nei pressi della Torre Piezometrica. Inizialmente considerato anch'egli resto di una villa romana, probabilmente era una costruzione riferibile a popolazioni autoctone.
È probabile che, in epoca romana, la baia abbia ospitato un approdo, con la presenza di un molo. Più incerta la possibilità che nella zona a mare della località sia stato imbarcato il pregiato marmo proveniente dalle vicine cave di Aurisina, viste le tracce di scivoli plumbei verso il più vicino approdo della Canovella degli Zoppoli.

### Epoca moderna
Nel corso del Cinquecento divenne teatro di controversie confinarie tra i signori di Duino e il Comune di Trieste. All'epoca la località veniva chiamata anche Cessiana o Cisigliano.
Alla fine dell'Ottocento fu dato impulso al turismo con la costruzione di alberghi (Strandhotel, Parkhotel) nella baia, portandola ad essere con Grado una delle più rinomate località del Friuli orientale asburgico. Come testimonianza di questo passato non lontano, permane la medesima Arcidiocesi, quella di Gorizia. Solo con il riassetto territoriale di inizi Novecento, Sistiana passò alla Provincia di Trieste.  
Nel corso della prima guerra mondiale la baia venne utilizzata come base della marina austrungarica, mentre nel corso della seconda fu base di sommergibili della Kriegsmarine tedesca.
Oggi è la frazione maggiormente abitata del comune; è posto al suo interno l'insediamento di Borgo San Mauro, sorto e sviluppatosi negli anni cinquanta e sessanta per ospitare i profughi istriani.

## Monumenti e luoghi d'interesse

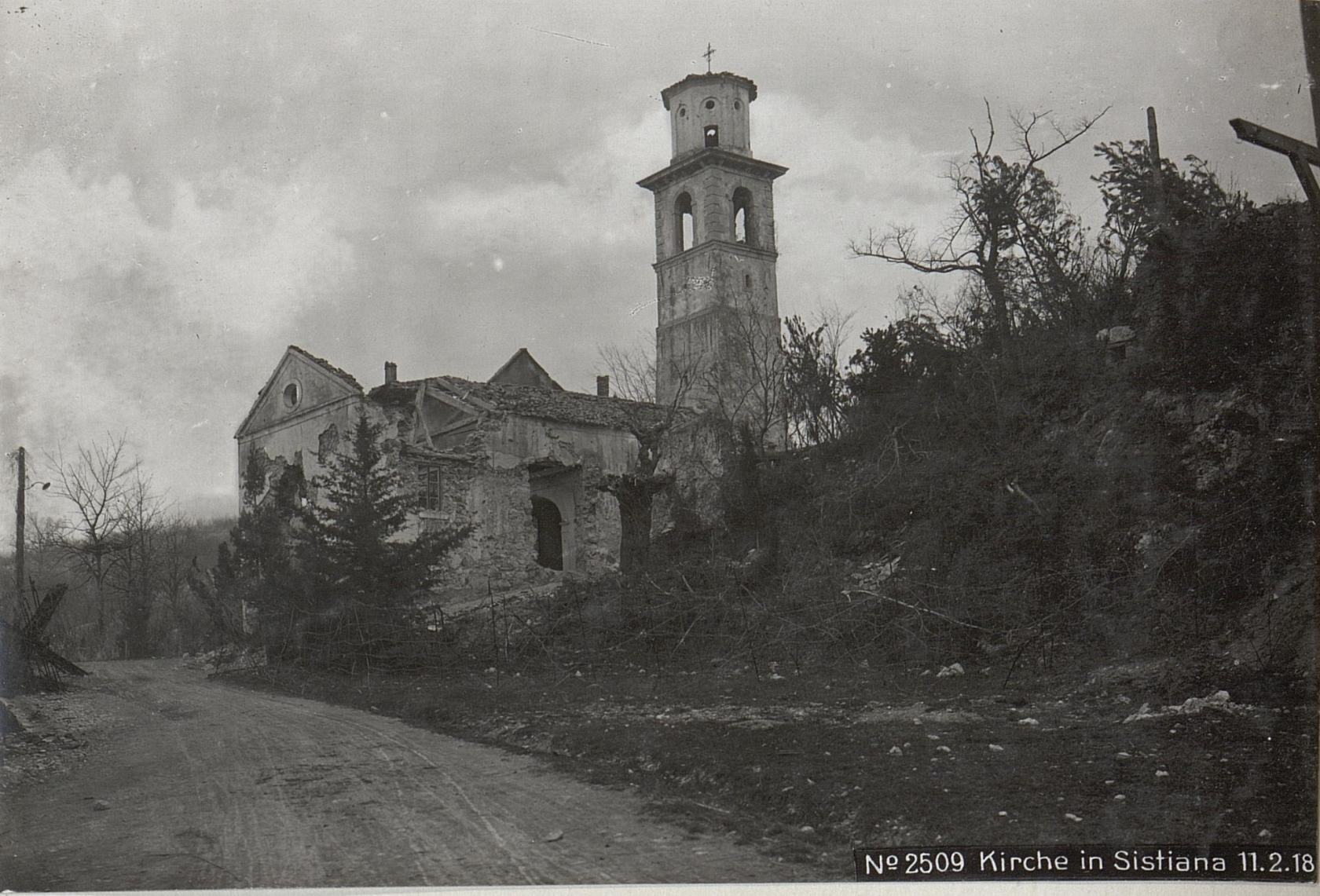
La chiesa di San Giuseppe, danneggiata durante la prima guerra mondiale

Dal piazzale antistante la sede dell'ufficio turistico (intitolato al celebre asso triestino dell'aviazione austrungarica Gottfried von Banfield), dove si trova il monumento agli Schützen della III compagnia austriaca, inizia il sentiero Rilke, che prende il nome dal poeta austriaco Rainer Maria Rilke e che prosegue per circa 2 km all'interno della Riserva naturale delle Falesie di Duino.

## Economia
L'economia si basa essenzialmente sul piccolo commercio e sul turismo, soprattutto di passaggio verso le coste dell'Istria. Le cave di pietra presenti in zona, attive fino a qualche decennio or sono, risultano ormai del tutto abbandonate. Dal 2014 la preesistente cava a mare è stata trasformata nel porticciolo turistico di Portopiccolo, con il suo borgo residenziale, che ha avuto il pregio di recuperare la vecchia cava, trasformandola in una zona turistica di alto livello, costruita con criteri di ecosostenibilità all'avanguardia, il borgo offre un Resort a 5 Stelle, ristoranti, due piscine e una spa, numerosi negozi e una spiaggia attrezzata, aperta anche ai non residenti. Molte persone, pur risiedendovi, lavorano nei vicini centri di Trieste e Monfalcone.

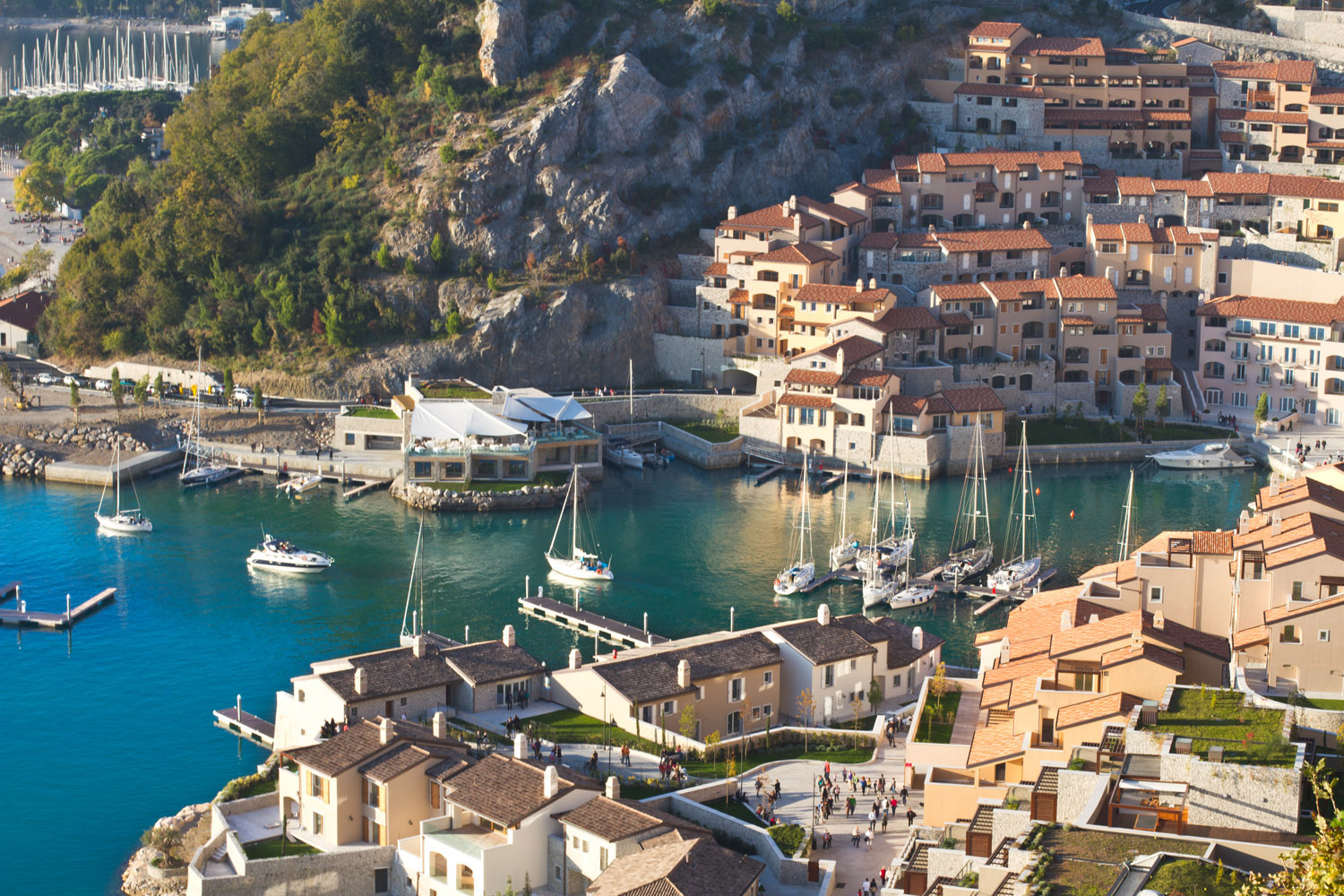
Sistiana Mare: la zona turistica di Portopiccolo con il borgo e il porticciolo per barche a vela e a motore

In località Sistiana Mare vi è un porticciolo turistico, utilizzato anche da imbarcazioni adibite alla pesca, e due stabilimenti balneari.
Sistiana è sede di un commissariato di polizia di stato e della casa di riposo comunale.

## Infrastrutture e trasporti

### Strade
Sistiana rappresenta un importante nodo stradale per la provincia di Trieste. Vi termina l'autostrada A4, proveniente da Torino; l'asse stradale prosegue, senza soluzione di continuità, in direzione di Trieste, con la denominazione di Raccordo autostradale 13.
Il centro abitato è attraversato dalla Strada Statale 14 della Venezia Giulia; da un'ampia rotonda, inizia la Strada Costiera, panoramico accesso alla città di Trieste, che assume, subito fuori dalla località, la denominazione ufficiale di Strada Regionale 14 (SR14). Dalla località ha inizio anche la SR1 TS del Carso, fondamentale asse viario di collegamento dei principali centri del Carso triestino.
Queste arterie sono collegate fra loro dalla Nuova strada ANAS 56 di Sistiana, strada a due corsie per senso di marcia, separate da guard rail che, partendo dallo svincolo sul raccordo autostradale, termina sulla Strada Costiera.

### Ferrovie
La frazione ha una propria stazione ferroviaria (denominata stazione di Sistiana-Visogliano, trovandosi al confine fra le due località) sulla linea Venezia-Trieste.

## Sport
Nella baia hanno sede una delle più antiche società veliche italiane, la Pietas Julia (fondata a Pola nel 1886), e lo Yacht Club Čupa, società appartenente alla comunità slovena, presente nel comune. Tra le nuove società nate negli ultimi anni, possiamo annoverare lo Yacht Club Portopiccolo (YCPP) che, fondato nel 2014 e affiliato alla Federazione Italiana Vela (FIV), rappresenta il cuore sportivo del resort Portopiccolo. Situato nella baia di Sistiana, Portopiccolo è il più grande complesso turistico di lusso mai costruito nell'Alto Adriatico. A livello calcistico, invece, il Sistiana Sesljan è il nome del sodalizio,  con sede presso l'impianto sportivo della frazione di Visogliano.

Il 31 maggio 1998, venne stabilito, nei pressi del bivio per Borgo San Mauro, lungo la SS14, il traguardo dell'Intergiro della quindicesima tappa del Giro d'Italia di ciclismo, la cronometro Trieste-Trieste.

## Istruzione
A Sistiana sono presenti un asilo nido, la scuola elementare "Giovanni Pascoli" e la scuola media (in Borgo San Mauro) "De Marchesetti".